# Premio Internacional de Novela Histórica Ciudad de Zaragoza
El Premio Internacional de Novela Histórica Ciudad de Zaragoza es un galardón literario otorgado por el ayuntamiento de Zaragoza que anualmente premia a la mejor novela histórica publicada en España. La primera edición se celebró en el año 2005 y la participación está abierta a todos los escritores, cualquiera que sea su nacionalidad. 
El jurado está integrado por representantes del mundo de la cultura: escritores, historiadores, editores y libreros. La dotación económica es de 30.000 euros.
En 2006, el consistorio instauró los Premios de Honor con los que se pretende reconocer la labor literaria de los autores seleccionados.

## Ganadores
- 2005. Alfonso Mateo-Sagasta (España) por Ladrones de tinta (Equipo Sirius)
- 2006. León Arsenal (España) por La boca del Nilo (Edhasa)
- 2007. E. L. Doctorow (Estados Unidos) por La gran marcha (Roca Editorial)
- 2008. Ben Pastor (Italia) por Conspiratio. El caso del ladrón del agua (Seix Barral)
- 2009. Luis García Jambrina (España) por El manuscrito de piedra (Alfaguara)
- 2010. Sebastian Faulks (Gran Bretaña) por La canción del cielo (Seix Barral)
- 2011. Agustín Sánchez Vidal (España) por Esclava de nadie (Espasa)
- 2012. Antonio Garrido (España) por El lector de cadáveres (Espasa)
- 2013. Manuel Francisco Reina (España) por Los amores oscuros (Temas de Hoy)
- 2014. Leonardo Padura Fuentes (Cuba) por Herejes (Tusquets)
- 2015. Vanessa Monfort (España) por La leyenda de la isla sin voz (Plaza y Janés)

## Premios honoríficos
- 2006. Noah Gordon (Estados Unidos)
- 2007. Gisbert Haefs (Alemania)
- 2008. Antonio Gala (España)
- 2009. Lindsay Davis (Gran Bretaña)
- 2010. Jean-Michael Thibaux (Francia)
- 2011. Matilde Asensi (España)
- 2012. Arturo Pérez-Reverte (España)
- 2013. Jesus Sánchez Adalid (España)
- 2014. Sarah Lark (Alemania)
- 2015. Edward Rutherfurd (Gran Bretaña)